# Beltrán II Enríquez de Lacarra
Beltrán II Enríquez de Lacarra o bien Beltrán Enríquez de Lacarra y Moncayo más conocido como Mosén Beltrán Enríquez de Lacarra o también como Beltrán Enríquez de Lacarra "el Joven" (ca. 1396-1443) fue un noble navarro que actuó en la Corte de su reino como maestrehostal de la reina Blanca I de Navarra y chambelán de su esposo Juan II de Aragón, para luego ser nombrado alcaide y mariscal real. Era el III señor de Vierlas y el IV de Ablitas, y por su cónyuge, I señor consorte de Eriete.

## Biografía

El Reino de Navarra (1463-1530), entre los de Castilla y Aragón, y los dominios feudales de los Foix y los Albret.

|  | Territorio incorporado a Castilla en 1463       |
|  | Dominios de la casa de Albret                   |
|  | Dominios de la casa de Foix                     |
|  | Reino de Navarra incorporado a Castilla en 1515 |
|  | Baja Navarra abandonada por Castilla en 1530    |

### Origen familiar y primeros años
Beltrán Enríquez de Lacarra "el Joven" había nacido hacia 1396 en el Reino de Navarra, siendo el hijo segundogénito del segundo mariscal real Martín II Enríquez de Lacarra, I señor de Vierlas y de Sartaguda y II señor de Ablitas, y de su esposa Inés de Moncayo.
Además era nieto de Martín Enríquez de Lacarra, I señor de Ablitas y II de Lacarra, y de su esposa Juana de Lizasoáin, y un descendiente del rey Enrique I de Navarra y de Garaztar de Lacarra.

### Señor de Ablitas y Vierlas
Mosén Beltrán fue maestrehostal de la reina Blanca I de Navarra y chambelán de su marido Juan II de Aragón, y cuyos monarcas le confirmaron en 1434 el disfrute de la laguna de Lor. También hacia 1429 fue alcaide de Cárcar, por lo cual se ocupaba de su defensa.
Desde 1423 hasta 1437 los reyes navarros le habían dado en tenencia el caserío de Ipasate de su tío homónimo Beltrán y las pechas de los pueblos de Ubani, Arraiza y Ciriza, y al quitárselas en aquel último año, le dio las pechas de Echauri y Echarri para sí y sus sucesores legítimos (pero estos las conservarían hasta 1498).
En el año 1438 hizo pleito a los pobladores de Cortes y Tudela porque utilizaban libremente sin pagarle por sus tierras de Monterrey, pero perdió, por lo cual dichos pobladores podrían gozar de ellas quedando exentos de pagar tributos, salvo el diezmo a la Iglesia católica y los quintos al rey.
Heredó por mayorazgo de su hermano Martín III Enríquez que murió en 1428 sin dejar hijos legítimos y se transformó en el IV señor de Ablitas, que le fue confirmado por la reina Blanca en 1439 en la jurisdicción alta, y además III señor de Vierlas.
Beltrán II Enríquez de Lacarra fallecería siendo mariscal del reino navarro, en el año 1443, y en 1450, los reyes le confirmarían para su sucesor la jurisdicción mediana y baja de Ablitas.

## Matrimonio y descendencia
El mariscal Beltrán Enríquez de Lacarra y Moncayo se enlazó hacia 1427 con Isabel de Foxán (n. ca. 1407 - f. antes de 1455), I señora de Eriete, para concebir cinco hijos:
- Inés Enríquez de Lacarra[10][30][31] (n. ca. 1428) que se unió en matrimonio hacia 1452[10] con Pedro de Navarra y Peralta[10][30] (n. 1425 - f. 1471),[31] II mariscal de Navarra[30][31] de su linaje y III vizconde de Muruzábal,[30][31] un hijo del I mariscal Felipe de Navarra[20][30][31] (Estella, ca. 1398 - ib., 1450),[31] II vizconde,[20][31] I señor de Valdizarbe desde 1424[20] y jefe principal de la facción agromontesa,[31][32] y de su esposa desde el 8 de agosto de 1424, Juana de Peralta y Ezpeleta[20][30][31] (n. ca. 1412), la hermana de mosén Pedro de Peralta "el Joven" —y cuyos padres eran mosén Pierres o mosén Pedro de Peralta "el Viejo"[31] (f. ca. 1442), señor de Andosilla, Falces, Marcilla, Peralta y Villanueva, además de ser mayordomo mayor del rey Carlos III, y su esposa desde 1406, Juana de Ezpeleta y Garro, y sus abuelos paternos, García Martínez de Peralta (f. 1383) y Ana Sánchez de Azagra— además Pedro de Navarra era nieto de mosén Leonel de Navarra[33][30][31] (n. e/ junio de 1377 y diciembre de 1378 - f. 1413), I vizconde desde el 19 de abril de 1407,[30] y de María Juan,[34] y bisnieto del rey Carlos II de Navarra[33][20] y de Catalina de Lizaso[35] (n. ca. 1358), como firmaba ella misma:Catalina de Lizaso madre de nuestro muy caro fijo bastan Leonel,[33][36] que era una hija de Íñigo Sánchez,[37] abad de Lizaso.[37]

De este enlace entre Inés Enríquez de Lacarra y Pedro de Navarra nacieron cinco hijos: 
- Felipe de Navarra y Lacarra (n. ca. 1453 - monasterio de la Oliva, 1480), III mariscal y IV vizconde, quien como líder de los agromonteses en una emboscada de su primo segundo Luis de Beaumont y Navarra —II conde de Lerín y nieto de Carlos III el Noble— que comandaba el bando contrario homónimo, terminó muriendo por una lanceada de este, cerca del monasterio de la Oliva. Por no dejar hijos legítimos, le sucedió su hermano Pedro.
- Pedro de Navarra y Lacarra (n. ca. 1454 - Castillo de Simancas, 1523), IV mariscal de Navarra, V vizconde de Muruzábal y I señor de Cortes. Como jefe sucesor del bando de los agromonteses se rindió en Isaba en marzo de 1516, ante el coronel Cristóbal Villalba del ejército de Fadrique Álvarez de Toledo y Enríquez, duque de Alba, fracasando así su intento de recuperar Navarra para Enrique de Albret quien finalmente reinaría nominalmente desde el 7 de enero de 1517 y desde 1530 en forma efectiva en la Baja Navarra. Se había enlazado en 1498 con Mayor de la Cueva y Mendoza —hija del I duque Beltrán de la Cueva y de Mencía de Mendoza y Luna, y nieta materna del I duque Diego Hurtado de Mendoza y de la Vega— y quienes fueran progenitores de Pedro de Navarra y de la Cueva, V mariscal, II señor y I marqués de Cortes desde el 10 de noviembre de 1539, quien ocupara Fuenterrabía en octubre de 1521, junto con los franceses del almirante Guillaume Gouffier de Bonnivet, pero tuvo que capitular ante el condestable castellano Íñigo Fernández de Velasco y Mendoza y sus tropas vascas, por lo cual fue indultado en 1524 por el emperador Carlos V. Se casó en 1526 con su tía segunda Ladrona Enríquez de Lacarra.
- Alfonso de Navarra y Lacarra, abad del real monasterio de la Oliva.
- Juana de Navarra y Lacarra (n. ca. 1456) que se casaría con su tío Luis Enríquez de Lacarra.
- Juan Enríquez de Navarra y Lacarra (n. ca. 1458).

- Luis Enríquez de Lacarra (n. 1429 - f. 1499),[20][22] V señor de Ablitas, IV de Vierlas y III de Eriete,[43] al cual se le unió el despoblado de Ipasate hacia 1480.[21] Fue uno de los jefes de la facción agramontesa junto a su hermano Martín. Luis Enríquez se casó en 1474[42] con su sobrina[42] Juana de Navarra y Lacarra[42][20][44] (n. ca. 1456) y tuvieron cinco hijos: el sucesor Juan IV Enríquez de Lacarra[9][43] (n. ca. 1476), VI[9] señor de Ablitas desde 1499,[13][45] V de Vierlas y IV de Eriete, que se uniría en matrimonio con Isabel de Peralta,[9][43] señora de Murillo de las Limas,[9][43] pero al fallecer y no dejar descendencia legítima pasarían los señoríos a su hermano segundogénito que era merino mayor de Tudela,[13] Antonio Enríquez de Navarra[13] (n. ca. 1478), en el año 1521;[13][45] le seguía María Enríquez de Lacarra y Navarra,[20] luego el cuarto, Pedro Enríquez de Lacarra,[46] y por último la menor de los hermanos, Ladrona Enríquez de Lacarra[41] que se casó en 1526 con su ya citado sobrino, el marqués Pedro de Navarra y de la Cueva[30] y que tuvieron a su única hija y heredera, Jerónima de Navarra,[41] II marquesa de Cortes.[41]

- Juan III Enríquez de Lacarra (n. ca. 1431 - f. antes de 1473), II señor de Eriete hacia 1455,[47] que se casó con María de Beraiz.[48] Como escudero participó en la guerra civil de Navarra que se inició en 1451, apoyando al bando del rey Juan II de Aragón que al enviudar de la reina Blanca en 1441 había usurpado la Corona navarra basándose en el jure uxoris. La contienda surgió debido al rencor entre el rey y su hijo, el príncipe Carlos de Viana, por la sucesión del reino navarro, y había aumentado cuando en 1447 Juan II tomó como segunda esposa a Juana Enríquez y Fernández de Córdoba que le daría un hijo —el futuro rey Fernando el Católico— y que consideraba a su hijastro como un entrometido, estimulando las discordias entre ambos. Los beaumonteses tomaron partido por el príncipe de Viana y los agramonteses tomaron partido por el rey Juan II. Durante la guerra le expropiaron a Enríquez de Lacarra la villa de Eriete pero le fue devuelta, y al fallecer por falta de descendientes legítimos pasaría su señorío a su hermano Luis Enríquez de Lacarra.[43]

- Martín IV Enríquez de Lacarra[13][49] (n. ca. 1433) quien el 4 de agosto[50] de 1474[13] figurara, junto a su hermano Luis Enríquez, entre los jefes agramonteses[5][13] reunidos y nombrados en Tafalla por la entonces princesa Leonor.[50] Tuvo solo una hija con su esposa de nombre aún no documentado:

- Juana Enríquez de Lacarra (n. ca. 1467) que se unió en matrimonio en el año 1487 con Juan de Ursúa y Ezpeleta, barón de Oticoren, señor de Ursúa, alcaide del castillo de Maya y escribano real. Juan de Ursúa se había enlazado en primeras nupcias en 1473 con Juana de Zabaleta, y al enviudar y vuelto a casar, asistió el 12 de enero de 1494 en la coronación de los reyes Catalina de Navarra y Juan de Albret. Sus padres fueron Juan de Ursúa y Uroz, señor de Ursúa, alcaide de Maya desde 1439 y maestrehostal del príncipe Carlos de Viana, y su parienta y esposa desde 1440, María Juana de Ezpeleta y Villaespesa de Ujué (n. ca. 1421), una hermana de Juan de Ezpeleta, II vizconde de Valderro y I barón de Ezpeleta, siendo ambos hijos de mosén Beltrán de Ezpeleta y Garro, I vizconde, III señor de Ezpeleta y otros Estados, y de su mujer Leonor de Villaespesa (n. ca. 1400) quien tuviera un hermano llamado Carlos que falleció niño, y tres hermanas, siendo una de ellas Blanca de Villaespesa que se unió en matrimonio con mosén Juan de Asiáin y Lacarra quien fuera II señor de Lacarra de su linaje, la otra era Isabel de Villaespesa que se enlazó con Sancho Enríquez de Lacarra, III señor de Sartaguda, y por último, María de Villaespesa que se matrimonió con Martín de Peralta y Ezpeleta, un hijo de los ya citados Pedro de Peralta "el Viejo" y de su esposa Juana de Ezpeleta y Garro (n. ca. 1386), cuya madre homónima —Juana de Ezpeleta y Echauz (n. ca. 1366) casada con Ogier de Garro y Châtillon— era II señora de Ezpeleta. Estos cinco hermanos eran hijos de Francés de Villaespesa (Teruel, ca. 1370 - Olite, 21 de enero de 1421), canciller mayor de Navarra desde el 20 de marzo de 1397, y de su esposa desde 1396, Isabel de Ursúa o bien Isabel de Ujué (n. Tudela, ca. 1376), ambos enterrados en un magnífico sepulcro —obra del escultor hispano-flamenco Janin Lomme de Tournai— en la capilla de Nuestra Señora de la Esperanza de la catedral de Santa María de Tudela.
Fruto del enlace entre Juana Enríquez y Juan de Ursúa hubo tres hijos: 1º) Tristán de Ursúa y Enríquez de Lacarra (n. 1488), barón de Oticoren y señor de Ursúa, que se casó en 1514 con Leonor Diez de Aux y Armendáriz y fueron padres, entre otros, del teniente de gobernador neogranadino Pedro de Ursúa y Armendariz (Arizcun, Navarra, 1526 - río Marañón, Virreinato del Perú, 1561), 2º) Catalina de Ursúa y Lacarra (n. ca. 1490) y 3º) Pedro de Ursúa y Lacarra (n. 1502), que se casó con María de Apezteguía (e Iturbide).

- María Enríquez de Lacarra y Foxán[15][20][54] (n. ca. 1436), señora consorte de Lacarra,[55] y luego, consorte de Nieva de Cameros y de Arnedo[54] hacia 1472, ya que se uniera en matrimonio dos veces:

1. En primeras nupcias hacia 1460 con su pariente lejano Menaut o Menaldo de Beaumont y Navarra[20][55] (n. ca. 1433 - f. ca. 1470),[20] I señor de Lacarra[55] de su linaje hacia 1450,[55] chambelán de Inés de Clèves[20] —princesa consorte de Viana[20] y sobrina del duque Felipe III de Borgoña— desde 1447 hasta su deceso el 6 de abril de 1448. Menaldo era el hijo mayor del entonces adolescente fray Juan de Beaumont y Navarra[56] (n. 3 de abril de 1419 - f. 27 de marzo de 1487)[56] que era el quinto hermano del primogénito Luis de Beaumont y Curton (n. 1412 - Madrid, 1462), I conde consorte de Lerín desde el 25 de agosto de 1424, II señor de Dicastillo, de San Martín de Unx, de Guiche y de Curton de su linaje, y condestable del reino, siendo ambos hijos de los seis que tuvo en su segundo enlace el alférez real Charles o Carlos de Beaumont y Lizarazu,[57] I señor de Asiáin[57] desde el 30 de diciembre de 1381[57] y de San Martín de Unx,[57] y I señor consorte de Castejón[57] hacia 1396 hasta el 28 de octubre de 1402[57] —en que sucedió su hijo segundogénito homónimo de sus primeras nupcias: mosén Charles de Beaumont y Urrea (n. 1397- f. antes de 1422), II señor de Castejón— y de su segundo matrimonio en Mauléon[57] hacia 1408 con Ana de Curton y Albret,[57] señora de Guiche[57] y Curton,[57] una hija de Arnaud o Arnaldo,[57] señor de Curton, y de Jeanne d’Albret o Juana de Albret,[57] señora de Guiche. La madre de Menaldo era la también muy joven manceba de su padre, María Christi Erviti,[56] y además era bisnieto del infante Luis de Navarra, conde de Beaumont-le-Roger e hijo de la reina Juana II, y descendiente del rey Enrique I de Navarra. Fray Juan llegó a ser gran prior de la Orden de San Juan de Jerusalén desde 1435,[56] I vizconde de Arberoa desde 1445,[56] I señor de Santacara[56] y de Murillo el Fruto,[56] ambos desde 1447,[56] III señor de Castejón[56] por permuta, al quedar vacante de su medio hermano mosén Charles de Beaumont que había fallecido joven, por tres señoríos suyos hacia 1454,[56] entre otros Estados,[56] y gobernador de Navarra desde 1456 a 1461.[56] Menaldo al fallecer hacia 1470 y teniendo solo un hijo menor de edad, fray Juan "el viejo" heredó en vida su título más importante al segundogénito, el futuro II vizconde Martín de Beaumont y Navarra[58] (n. ca. 1435), I barón de Beorlegui,[58] y quien a su vez sería sucedido por su hijo, por lo tanto sobrino de Menaldo y nieto de Juan, el III vizconde y II barón Tristán de Beaumont y Navarra[58][59] (Puente la Reina, ca. 1470 - ib., e/ enero y septiembre de 1527),[58] IV señor de Lacarra[55] por cesión de su sobrino nieto segundo hacia 1525,[58][59] o sea por el bisnieto de Menaldo, que se había casado en Pamplona[58] hacia 1506[58] con su sobrina Adriana,[58] la nieta de Menaldo, para concebir al sucesor IV vizconde y III barón Francés de Beaumont y Navarra[58] (Pamplona, ca. 1516 - Guerendiáin, e/ 17 de noviembre y diciembre de 1546)[60] —no confundir con su primo homónimo Francés, François o Francisco que sería el sucesivo teniente de gobernador de Buenos Aires en 1598, de Asunción en 1599 y gobernador del Río de la Plata y del Paraguay desde 1601— quien más tarde también se enlazaría con una sobrina, que sería la tataranieta de María y Menlado, llamada Leonor de Beaumont y Navarra[58] (Alfaro, e/ septiembre y 10 de diciembre de 1524 - Corella, 13 de septiembre de 1560),[60] II señora de Guerendiáin,[60] IV de Santacara[58][60] y VI de Castejón,[58][60] unificando así los señoríos familiares con su única hija y heredera María Martina de Beaumont y Navarra.[61]
De este primer enlace de María Enríquez de Lacarra con Menaldo de Beaumont tuvo un solo hijo:
—— Gracián de Beaumont y Navarra[62] (n. ca. 1461 - f. antes de 1523), II señor de Lacarra[55] y de Santacara[62] y IV señor de Castejón,[62] estos dos últimos por donación de su abuelo fray Juan de Beaumont "el Viejo" en sus capitulaciones matrimoniales,[20][62] caballerizo mayor[62] de los reyes Catalina de Navarra y su consorte Juan III de Albret desde el 20 de diciembre de 1493 hasta 1501,[62] año en que dichos reyes le confiscaron todos sus bienes por considerarlo traidor al ser del bando beaumontés,[62] y luego de unos años, el rey Fernando II de Aragón lo volvería a nombrar justicia mayor de la ciudad de Pamplona desde 1513.[62] Se había casado en primeras nupcias a temprana edad el 24 de noviembre de 1477[62] con María de Artieda,[62] de quien hubo dos hijos: 1º) el coronel Menaut II o Menaldo II de Beaumont y Navarra[63] (n. ca. 1478 - Rávena, Estados Pontificios, 11 de abril de 1512)[63] que combatió por última vez en la Batalla de Rávena y lo habían enlazado desde muy joven, el 4 de octubre de 1486,[63] con Graciana Diez de Aux y Armendáriz[63] y fueron padres del Magnífico Gracián II de Beaumont y Navarra[60] (n. ca. 1494 - Nápoles, Virreinato español homónimo, e/ julio y diciembre de 1528), III señor de Lacarra[55] y de Santacara[60] y V señor de Castejón,[60] los tres heredados de su abuelo homónimo hacia 1523, y se unió en matrimonio con María Piñeiro de Elío y Dicastillo de Olleta,[60] III señora de Eriete e Ipasate[60][64] de su linaje, que no dejaría descendencia[60] pero sí tendría una hija natural de María de Comparada y Silos,[60] la ya citada Leonor,[58][65] nombrada como su única y universal heredera exceptuando el señorío de Lacarra —que lo había cedido a su ya citado tío abuelo segundo Tristán, hacia 1525— y que a su vez se enlazaría con su antedicho tío Francés de Beaumont. 2º) la segundogénita ya nombrada, la Magnífica y Noble Señora Adriana de Beaumont y Navarra[58] (n. ca. 1485)[63] que se unió en primeras nupcias en el año 1496[63] en la villa de Alfaro[63] con el licenciado Lope de Frías y Requena[63] (f. Valladolid, 1523)[63] pero finalmente con anulación eclesiástica del 4 de mayo de 1499,[63] por no haberse consumado el mismo,[63] y volvería a casarse, pero esta vez con su tío paterno,[63] el ya citado III vizconde y II barón Tristán de Beaumont.[58][63]
2. En segundas nupcias hacia 1472 con Sancho Fernández de Velasco[15][54] (Medina de Pomar, ca. 1435 - f. e/ marzo y diciembre de 1493), I señor de Nieva de Cameros[15] que fue fundado como mayorazgo desde el 14 de abril de 1458,[15] y por herencia paterna desde 1470, VI señor de Arnedo,[15] de Arenzana[15] y de San Asensio,[15] además de las tercias de Bureba y la dehesa de Santa Gadea. Sancho era el tercero[66] de los nueve[66] hijos de Pedro Fernández de Velasco y Solier[67] (1399-1470), I conde de Haro,[67] V señor de Medina de Pomar[67] y demás Estados,[67] y nieto materno del adelantado mayor[66] Pedro Manrique de Lara,[66] I duque de Nájera, II conde de Treviño y X señor de Amusco. El 21 de enero de 1486[68] el marido le realizó una permuta[68] a mosén Charles o Carlos de Lacarra y Peralta[68][69] —V señor de Sartaguda[69] y sobrino segundo de María Enríquez— de la dehesa y torre de Santa Gadea de Ebro[68] por la heredad y torre de Las Ruedas,[68] en el término señorial de Arnedo,[68] y testaría el 23 de febrero de 1493.[15]

Fruto del enlace entre María Enríquez de Lacarra y Sancho de Velasco concibieron a dos hijos legítimos:
- Antonio de Velasco y Enríquez de Lacarra "el Viejo" (n. ca. 1475), VII señor de Arnedo, de Arenzana y de San Asensio, que se unió en matrimonio con Francisca López de Zúñiga y Herrera, III condesa de Nieva por fallecer su hermano sin sucesores legítimos, siendo ambos hijos de Pedro de Zúñiga y Niño de Portugal, II conde de Nieva y señor de Valverde y de Cerezo —cuyos padres eran Diego López de Zúñiga y Navarra, I conde desde 1466, y Leonor Niño de Portugal, VIII señora de Valverde, y sus abuelos maternos, el almirante castellano Pero Niño, I conde de Buelna, y su esposa Beatriz de Portugal (f. 1416) quien fuera a su vez hija del I duque-infante Juan de Portugal, además de tener por bisabuelos paternos a los reyes Carlos III de Navarra y su cónyuge Leonor de Trastámara— y de su esposa Blanca de Herrera y Monroy de la Casa homónima, cuyos padres eran Hernando Rodríguez de Monroy y Sotomayor, señor de Belvis y Deleitosa, y Catalina de Herrera y Enríquez —quien fuera una nieta materna de Alfonso Enríquez (Guadalcanal, 1354-monasterio de Guadalupe, 1429), señor de Haro, maestre de la Orden de Santiago, adelantado mayor de la frontera de Andalucía y almirante de Castilla desde 1405 hasta 1426, y de Juana de Mendoza y Ayala la Ricahembra de Guadalajara— y de este enlace entre Antonio de Velasco y Francisca de Zúñiga hubo cinco hijos, siendo el sucesor Diego López de Zúñiga y Velasco (Burgos, e/ 1499 y 1500 - Lima, Perú, 19 de febrero de 1564), IV conde de Nieva y VIII señor de Arnedo, de Cerezo, de San Asensio, de Saja, de Valverde y de La Torre de Sartaguda, caballero de la Orden de Santiago y IV virrey del Perú (1561-1564).
- Francisca de Velasco y Enríquez de Lacarra (n. ca. 1477) que se casaría con Diego López de Zúñiga y Herrera, primogénito y heredero del condado de Nieva pero que falleció, siendo joven y sin tener hijos, antes que su padre.

## Ancestros
| \| \| \| \| \| \| \| \| \| \| \| \| \| \| \| \| \| \| \| \| 16. Enrique I de Navarra \| \| \| \| \| \| \| \| \| \| \| \| \| \| \| \| \| \| \| \| \| \| \| \| \| \| \| \| \| \| \| \| \| \| \| \| \| \| \| \| \| \| \| \| \| \| \| \| \| \| \| \| \| \| 8. Juan Enríquez de Lacarra \| \| \| \| \| \| \| \| \| \| \| \| \| \| \| \| \| \| \| \| \| \| \| \| \| \| \| \| \| \| \| \| \| \| \| \| \| \| \| \| \| \| \| \| \| \| \| \| \| \| \| \| \| \| 17. Garaztar de Lacarra \| \| \| \| \| \| \| \| \| \| \| \| \| \| \| \| \| \| \| \| \| \| \| \| \| \| \| \| \| \| \| \| \| \| \| \| \| \| \| \| \| \| \| \| \| \| \| \| \| \| \| \| \| \| 4. Martín Enríquez de Lacarra \| \| \| \| \| \| \| \| \| \| \| \| \| \| \| \| \| \| \| \| \| \| \| \| \| \| \| \| \| \| \| \| \| \| \| \| \| \| \| \| \| \| \| \| \| \| \| \| \| \| \| \| \| \| 18. Sancho de Lacarra \| \| \| \| \| \| \| \| \| \| \| \| \| \| \| \| \| \| \| \| \| \| \| \| \| \| \| \| \| \| \| \| \| \| \| \| \| \| \| \| \| \| \| \| \| \| \| \| \| \| \| \| \| \| 9. N. Sánchez de Lacarra \| \| \| \| \| \| \| \| \| \| \| \| \| \| \| \| \| \| \| \| \| \| \| \| \| \| \| \| \| \| \| \| \| \| \| \| \| \| \| \| \| \| \| \| \| \| \| \| \| \| \| \| \| \| 19. NN. \| \| \| \| \| \| \| \| \| \| \| \| \| \| \| \| \| \| \| \| \| \| \| \| \| \| \| \| \| \| \| \| \| \| \| \| \| \| \| \| \| \| \| \| \| \| \| \| \| \| \| \| \| \| 2. Martín II Enríquez de Lacarra \| \| \| \| \| \| \| \| \| \| \| \| \| \| \| \| \| \| \| \| \| \| \| \| \| \| \| \| \| \| \| \| \| \| \| \| \| \| \| \| \| \| \| \| \| \| \| \| \| \| \| \| \| \| 20. Lope García de Lizasoáin \| \| \| \| \| \| \| \| \| \| \| \| \| \| \| \| \| \| \| \| \| \| \| \| \| \| \| \| \| \| \| \| \| \| \| \| \| \| \| \| \| \| \| \| \| \| \| \| \| \| \| \| \| \| 10. García López de Lizasoáin \| \| \| \| \| \| \| \| \| \| \| \| \| \| \| \| \| \| \| \| \| \| \| \| \| \| \| \| \| \| \| \| \| \| \| \| \| \| \| \| \| \| \| \| \| \| \| \| \| \| \| \| \| \| 21. NN. \| \| \| \| \| \| \| \| \| \| \| \| \| \| \| \| \| \| \| \| \| \| \| \| \| \| \| \| \| \| \| \| \| \| \| \| \| \| \| \| \| \| \| \| \| \| \| \| \| \| \| \| \| \| 5. Juana de Lizasoáin \| \| \| \| \| \| \| \| \| \| \| \| \| \| \| \| \| \| \| \| \| \| \| \| \| \| \| \| \| \| \| \| \| \| \| \| \| \| \| \| \| \| \| \| \| \| \| \| \| \| \| \| \| \| 11. NN. \| \| \| \| \| \| \| \| \| \| \| \| \| \| \| \| \| \| \| \| \| \| \| \| \| \| \| \| \| \| \| \| \| \| \| \| \| \| \| \| \| \| \| \| \| \| \| \| \| \| \| \| \| \| 1. Beltrán II Enríquez de Lacarra \| \| \| \| \| \| \| \| \| \| \| \| \| \| \| \| \| \| \| \| \| \| \| \| \| \| \| \| \| \| \| \| \| \| \| \| \| \| \| \| \| \| \| \| \| \| \| \| \| \| \| \| \| \| 24. Fernando Gil de Asiáin \| \| \| \| \| \| \| \| \| \| \| \| \| \| \| \| \| \| \| \| \| \| \| \| \| \| \| \| \| \| \| \| \| \| \| \| \| \| \| \| \| \| \| \| \| \| \| \| \| \| \| \| \| \| 12. Sancho Fernández de Asiáin \| \| \| \| \| \| \| \| \| \| \| \| \| \| \| \| \| \| \| \| \| \| \| \| \| \| \| \| \| \| \| \| \| \| \| \| \| \| \| \| \| \| \| \| \| \| \| \| \| \| \| \| \| \| 25. NN. \| \| \| \| \| \| \| \| \| \| \| \| \| \| \| \| \| \| \| \| \| \| \| \| \| \| \| \| \| \| \| \| \| \| \| \| \| \| \| \| \| \| \| \| \| \| \| \| \| \| \| \| \| \| 6. Ramiro Sánchez de Asiáin \| \| \| \| \| \| \| \| \| \| \| \| \| \| \| \| \| \| \| \| \| \| \| \| \| \| \| \| \| \| \| \| \| \| \| \| \| \| \| \| \| \| \| \| \| \| \| \| \| \| \| \| \| \| 13. NN. \| \| \| \| \| \| \| \| \| \| \| \| \| \| \| \| \| \| \| \| \| \| \| \| \| \| \| \| \| \| \| \| \| \| \| \| \| \| \| \| \| \| \| \| \| \| \| \| \| \| \| \| \| \| 3. Inés de Moncayo \| \| \| \| \| \| \| \| \| \| \| \| \| \| \| \| \| \| \| \| \| \| \| \| \| \| \| \| \| \| \| \| \| \| \| \| \| \| \| \| \| \| \| \| \| \| \| \| \| \| \| \| \| \| 14. N. de Gurrea \| \| \| \| \| \| \| \| \| \| \| \| \| \| \| \| \| \| \| \| \| \| \| \| \| \| \| \| \| \| \| \| \| \| \| \| \| \| \| \| \| \| \| \| \| \| \| \| \| \| \| \| \| \| 7. Aldonza de Gurrea \| \| \| \| \| \| \| \| \| \| \| \| \| \| \| \| \| \| \| \| \| \| \| \| \| \| \| \| \| \| \| \| \| \| \| \| \| \| \| \| \| \| \| \| \| \| \| \| \| \| \| \| \| \| 15. NN. \| \| \| \| \| \| \| \| \| \| \| \| \| \| \| \| \| \| \| \| \| \| \| \| \| \| \| \| \| \| \| \| \| \| \| \| \| \| \| \| \| \| \| \| \| \| \| \| \| \| \| \| |                                   |  |  |  |  |  |  |  |  |  |  |  |  |  |  |  |
| |                                   |  |  |  |  |  |  |  |  |  |  |  |  |  |  |  |
| | 16. Enrique I de Navarra          |  |  |  |  |  |  |  |  |  |  |  |  |  |  |  |
| |                                   |  |  |  |  |  |  |  |  |  |  |  |  |  |  |  |
| |                                   |  |  |  |  |  |  |  |  |  |  |  |  |  |  |  |
| | 8. Juan Enríquez de Lacarra       |  |  |  |  |  |  |  |  |  |  |  |  |  |  |  |
| |                                   |  |  |  |  |  |  |  |  |  |  |  |  |  |  |  |
| |                                   |  |  |  |  |  |  |  |  |  |  |  |  |  |  |  |
| | 17. Garaztar de Lacarra           |  |  |  |  |  |  |  |  |  |  |  |  |  |  |  |
| |                                   |  |  |  |  |  |  |  |  |  |  |  |  |  |  |  |
| |                                   |  |  |  |  |  |  |  |  |  |  |  |  |  |  |  |
| | 4. Martín Enríquez de Lacarra     |  |  |  |  |  |  |  |  |  |  |  |  |  |  |  |
| |                                   |  |  |  |  |  |  |  |  |  |  |  |  |  |  |  |
| |                                   |  |  |  |  |  |  |  |  |  |  |  |  |  |  |  |
| | 18. Sancho de Lacarra             |  |  |  |  |  |  |  |  |  |  |  |  |  |  |  |
| |                                   |  |  |  |  |  |  |  |  |  |  |  |  |  |  |  |
| |                                   |  |  |  |  |  |  |  |  |  |  |  |  |  |  |  |
| | 9. N. Sánchez de Lacarra          |  |  |  |  |  |  |  |  |  |  |  |  |  |  |  |
| |                                   |  |  |  |  |  |  |  |  |  |  |  |  |  |  |  |
| |                                   |  |  |  |  |  |  |  |  |  |  |  |  |  |  |  |
| | 19. NN.                           |  |  |  |  |  |  |  |  |  |  |  |  |  |  |  |
| |                                   |  |  |  |  |  |  |  |  |  |  |  |  |  |  |  |
| |                                   |  |  |  |  |  |  |  |  |  |  |  |  |  |  |  |
| | 2. Martín II Enríquez de Lacarra  |  |  |  |  |  |  |  |  |  |  |  |  |  |  |  |
| |                                   |  |  |  |  |  |  |  |  |  |  |  |  |  |  |  |
| |                                   |  |  |  |  |  |  |  |  |  |  |  |  |  |  |  |
| | 20. Lope García de Lizasoáin      |  |  |  |  |  |  |  |  |  |  |  |  |  |  |  |
| |                                   |  |  |  |  |  |  |  |  |  |  |  |  |  |  |  |
| |                                   |  |  |  |  |  |  |  |  |  |  |  |  |  |  |  |
| | 10. García López de Lizasoáin     |  |  |  |  |  |  |  |  |  |  |  |  |  |  |  |
| |                                   |  |  |  |  |  |  |  |  |  |  |  |  |  |  |  |
| |                                   |  |  |  |  |  |  |  |  |  |  |  |  |  |  |  |
| | 21. NN.                           |  |  |  |  |  |  |  |  |  |  |  |  |  |  |  |
| |                                   |  |  |  |  |  |  |  |  |  |  |  |  |  |  |  |
| |                                   |  |  |  |  |  |  |  |  |  |  |  |  |  |  |  |
| | 5. Juana de Lizasoáin             |  |  |  |  |  |  |  |  |  |  |  |  |  |  |  |
| |                                   |  |  |  |  |  |  |  |  |  |  |  |  |  |  |  |
| |                                   |  |  |  |  |  |  |  |  |  |  |  |  |  |  |  |
| | 11. NN.                           |  |  |  |  |  |  |  |  |  |  |  |  |  |  |  |
| |                                   |  |  |  |  |  |  |  |  |  |  |  |  |  |  |  |
| |                                   |  |  |  |  |  |  |  |  |  |  |  |  |  |  |  |
| | 1. Beltrán II Enríquez de Lacarra |  |  |  |  |  |  |  |  |  |  |  |  |  |  |  |
| |                                   |  |  |  |  |  |  |  |  |  |  |  |  |  |  |  |
| |                                   |  |  |  |  |  |  |  |  |  |  |  |  |  |  |  |
| | 24. Fernando Gil de Asiáin        |  |  |  |  |  |  |  |  |  |  |  |  |  |  |  |
| |                                   |  |  |  |  |  |  |  |  |  |  |  |  |  |  |  |
| |                                   |  |  |  |  |  |  |  |  |  |  |  |  |  |  |  |
| | 12. Sancho Fernández de Asiáin    |  |  |  |  |  |  |  |  |  |  |  |  |  |  |  |
| |                                   |  |  |  |  |  |  |  |  |  |  |  |  |  |  |  |
| |                                   |  |  |  |  |  |  |  |  |  |  |  |  |  |  |  |
| | 25. NN.                           |  |  |  |  |  |  |  |  |  |  |  |  |  |  |  |
| |                                   |  |  |  |  |  |  |  |  |  |  |  |  |  |  |  |
| |                                   |  |  |  |  |  |  |  |  |  |  |  |  |  |  |  |
| | 6. Ramiro Sánchez de Asiáin       |  |  |  |  |  |  |  |  |  |  |  |  |  |  |  |
| |                                   |  |  |  |  |  |  |  |  |  |  |  |  |  |  |  |
| |                                   |  |  |  |  |  |  |  |  |  |  |  |  |  |  |  |
| | 13. NN.                           |  |  |  |  |  |  |  |  |  |  |  |  |  |  |  |
| |                                   |  |  |  |  |  |  |  |  |  |  |  |  |  |  |  |
| |                                   |  |  |  |  |  |  |  |  |  |  |  |  |  |  |  |
| | 3. Inés de Moncayo                |  |  |  |  |  |  |  |  |  |  |  |  |  |  |  |
| |                                   |  |  |  |  |  |  |  |  |  |  |  |  |  |  |  |
| |                                   |  |  |  |  |  |  |  |  |  |  |  |  |  |  |  |
| | 14. N. de Gurrea                  |  |  |  |  |  |  |  |  |  |  |  |  |  |  |  |
| |                                   |  |  |  |  |  |  |  |  |  |  |  |  |  |  |  |
| |                                   |  |  |  |  |  |  |  |  |  |  |  |  |  |  |  |
| | 7. Aldonza de Gurrea              |  |  |  |  |  |  |  |  |  |  |  |  |  |  |  |
| |                                   |  |  |  |  |  |  |  |  |  |  |  |  |  |  |  |
| |                                   |  |  |  |  |  |  |  |  |  |  |  |  |  |  |  |
| | 15. NN.                           |  |  |  |  |  |  |  |  |  |  |  |  |  |  |  |
| |                                   |  |  |  |  |  |  |  |  |  |  |  |  |  |  |  |
| |                                   |  |  |  |  |  |  |  |  |  |  |  |  |  |  |  |